# Sam Dunn

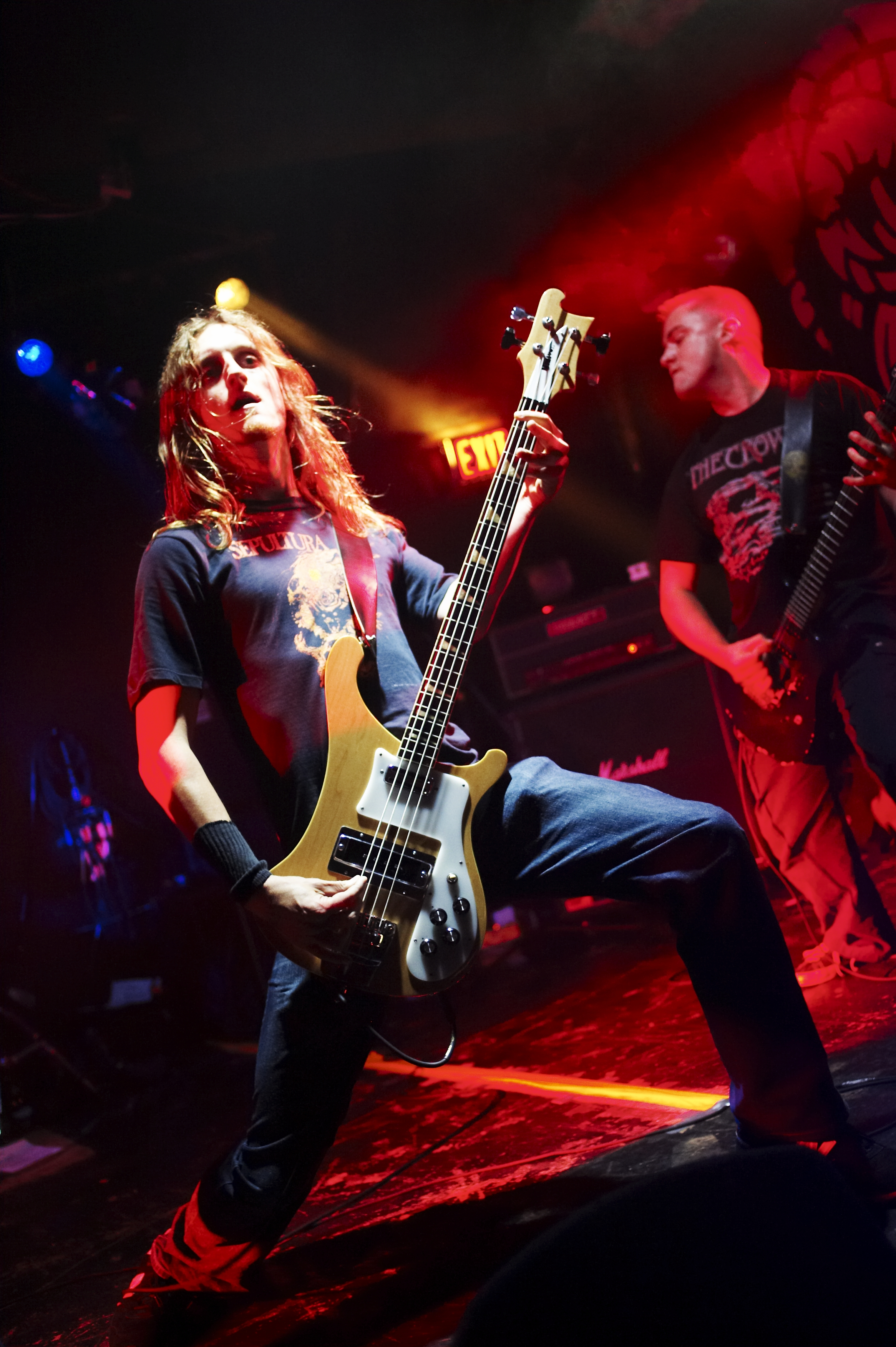
Sam Dunn bei einem Konzert mit Burn to Black (2005)

Sam Dunn (* 20. März 1974 in Stroud, England) ist ein kanadischer Regisseur, Anthropologe und Produzent von Dokumentarfilmen mit dem Schwerpunkt auf Themen aus dem Heavy Metal. Zusammen mit Scot McFadyen betreibt er im kanadischen Toronto die Produktionsfirma Banger Films.

## Leben
Der in England geborene Dunn wuchs im kanadischen Victoria auf. Sein Interesse am Heavy Metal wurde im Alter von neun Jahren geweckt, mit 15 moderierte er eine Radiosendung, in der nur Metal gespielt wurde. Bereits als Teenager spielte er Bass in verschiedenen Rock- und Metalbands. 1993 lernte er Scot McFadyen kennen. Dunn war zu der Zeit Bassist der Funkrock-Band Fungkus, der McFadyen einen Auftritt bei einem Konzert während der Proteste am Clayoquot Sound ermöglichte. Wenige Jahre später zog Dunn an die kanadische Ostküste, wo er an der York University in Toronto ein Studium der Sozialanthropologie begann. Dies schloss er 2001 mit dem M.A. ab.

## Wirken
Noch während des Studienabschlusses plante Dunn zunächst, ein Buch über die Geschichte des Heavy Metal zu schreiben. Scot McFadyen überzeugte ihn von der Idee, stattdessen einen Dokumentarfilm über das Genre zu produzieren. Während der folgenden drei Jahre waren Dunn und McFadyen mit dem Aufbau einer Filmfinanzierung beschäftigt. Nachdem ein kanadischer Filmverleih und die staatliche kanadische Filmförderung Vorschüsse gegeben hatten, begannen im Juni 2004 die Dreharbeiten. Weitere finanzielle Unterstützung erhielten Dunn und McFadyen von Dunns Familie. Ergebnis dieser Arbeit war die 2005 veröffentlichte Dokumentation Metal – A Headbanger’s Journey. Das zweite Projekt war ein Film über die weltweite Metal-Szene und ihre Fans und erschien 2007 unter dem Titel Global Metal. Während der Dreharbeiten zum ersten Film lernte Dunn 2004 den Bandmanager von Iron Maiden, Rod Smallwood, kennen. Durch dessen Intervention erhielten die Filmemacher die Erlaubnis, einen Flug von Iron Maiden mit dem bandeigenen Flugzeug um die Welt zu dokumentieren. Der Film erschien 2009 unter dem Titel Iron Maiden: Flight 666. Im Jahr 2010 veröffentlichte er mit Rush: Beyond the Lighted Stage eine weitere Dokumentation, in der er der kanadischen Rock-Band Rush Tribut zollt.
Bereits nach der Veröffentlichung von Metal – A Headbanger’s Journey wurden Stimmen der Metal-Fans laut, die meinten, das Thema Metal könne nicht in einem so kurzen Film genügend beleuchtet werden. Dadurch angespornt entstand Ende 2011 in Zusammenarbeit mit dem kanadischen Musikkanal MuchMore die Serie Metal Evolution, die sich neben der Historie des Metals auch mit einzelnen Subgenres, wie Thrash Metal oder Nu Metal, beschäftigt.
Für Metal – A Headbanger’s Journey wurden Dunn und McFadyen 2007 mit dem Gemini Award für das „Beste Drehbuch einer Dokumentation oder Serie“ ausgezeichnet.

## Dokumentarfilme
- Metal – A Headbanger’s Journey (2005)
- Global Metal (2007)
- Iron Maiden: Flight 666 (2009)
- Rush: Beyond the Lighted Stage (2010)
- Super Duper Alice Cooper - Welcome to his Nightmare (2014)
- Welcome to Wacken – A Documentary Film in Virtual Reality (2017)
- ZZ Top: That Little Ol’ Band from Texas (2018)

## Serien
- Metal Evolution (2011)